# ويني أندرسون
ويني أندرسون (بالإنجليزية: Winnie Anderson) هو لاعب كرة قدم أمريكية أمريكي، ولد في 10 نوفمبر 1909، وتوفي في 11 نوفمبر 1950.